# Casa de las águilas
La Casa de las Águilas o Recinto de las Águilas es un edificio que formó parte del Templo Mayor de México-Tenochtitlán. Fue construido entre 1430 y 1500 y tuvo como fin la realización de ceremonias religiosas, sociales y políticas privadas como oraciones, recogimiento espiritual (meditación, oración, penitencia, ofrendas) así como ayunos, sacrificios y autosacrificios tanto humanos como de otras especies.

## Historia
El edificio fue construido en 1430 y ampliado hasta en tres ocasiones hacia 1500. Fue un sitio importante en la religión y el estado mexica al ser el sitio donde iniciaba y terminaba el mandato de los huey tlatoani que gobernaron a dicha civilización. Dentro de dicho recinto se realizaba un ritual de ayuno, recogimiento y reflexión previo a que el huey tlatoani de México-Tenochtitlan ascendiera al poder.
Fue descubierto como parte del Proyecto Templo Mayor en 1980 debajo de una casa colonial del siglo XVI. Debido a que en el sitio fueron encontrados diversos elementos asociados a guerreros mexicas, especialmente guerreros águila (cuāuhpipiltin) como las cabezas de águila como elementos decorativos del exterior, esculturas alusivas y objetos ceremoniales, fue llamada Casa de las Águilas. Con el paso del tiempo, el conocimiento sobre los usos específicos del edificio comenzó a ser mejor conocido. Para ello, los materiales de las paredes y los pisos fueron analizados por el Laboratorio de Paleoetnobotánica y Paleoambiente (LPP), un laboratorio especializado en botánica, arqueología y antropología del Instituto de Investigaciones Antropológicas de la Universidad Nacional Autónoma de México (UNAM).
Gracias a un proyecto colaborativo entre el Instituto Nacional de Antropología e Historia (INAH) la UNAM y la Universidad de Princeton, la casa fue investigada en dos periodos, de 1991 a 1992 y de 1994 a 1997. A partir de 1994 fueron abiertos dos túneles de sondeo en dirección a las instalaciones de la librería Porrúa, en donde pudo confirmarse la extensión del edificio, incluyendo el acceso a su ala norte. En dicha área fueron encontrados murales de alto valor aún conservados y dos esculturas que resguardaban el acceso a esta zona del edificio, dos enormes esculturas de Mictlantecuhtli, mismas que se conservan expuestas en el Museo del Templo Mayor. Dicho hallazgo ocurrió el 7 de agosto de 1994. Dichas esculturas, localizadas por un equipo dirigido por Leonardo López Luján, estuvieron a punto de ser destruidas por obras subsecuentes tanto coloniales como modernas. Asimismo se localizaron en esta área una vasija Tláloc y una escultura de Huehuetéotl.
Con la conquista de México, el edificio fue demolido y sepultado, construyéndose encima de él un templo católico dedicado a Santiago Apóstol, y la calle de Justo Sierra.

## Descripción

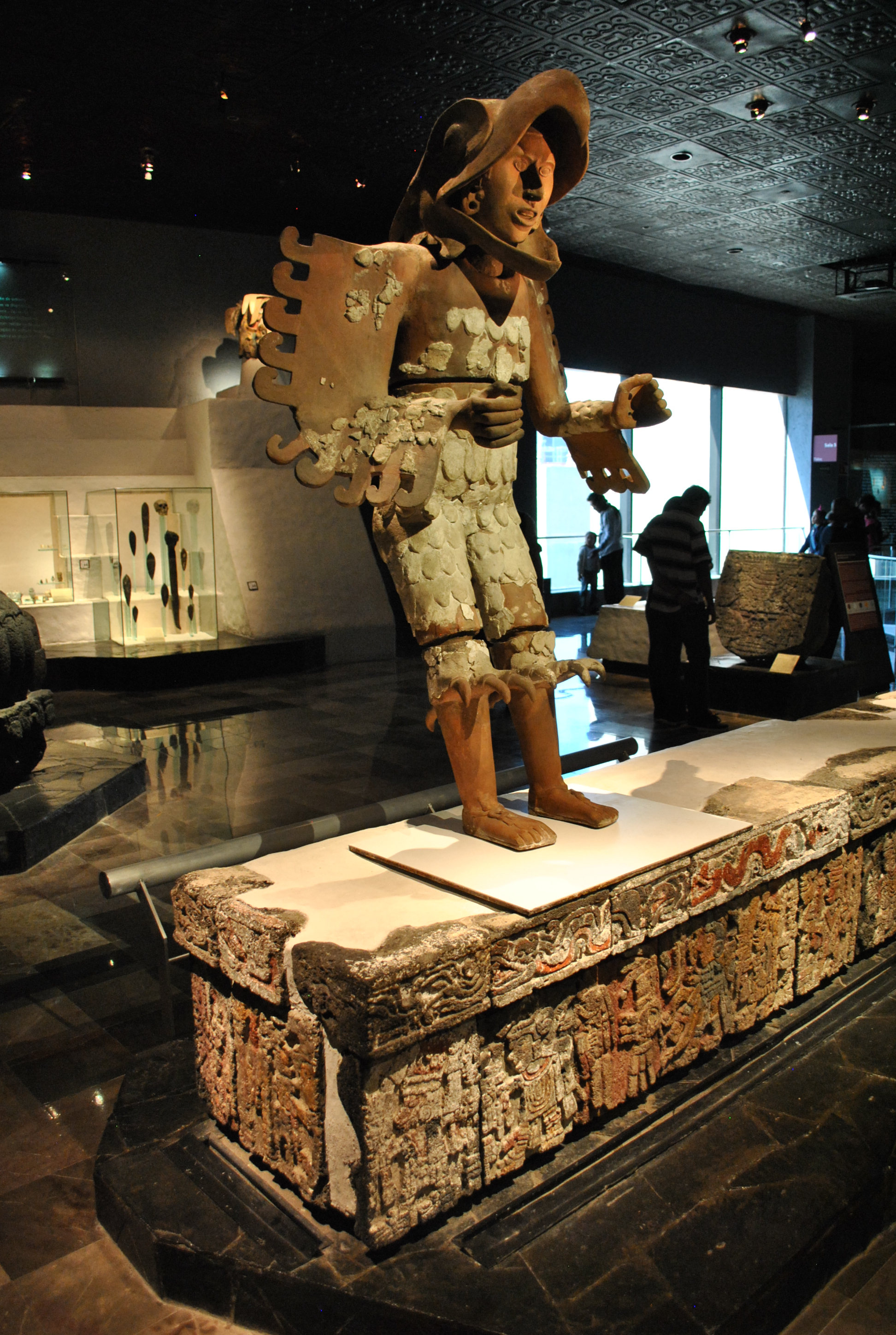
Escultura de cerámica y estuco de un cuāuhpipiltin (guerrero águila) encima de un fragmento de una banqueta de la Casa de las Águilas de México-Tenochtitlan. Sala 4: Huitzilopochtli, Museo del Templo Mayor.

Originalmente fue un edificio con una forma peculiar, con una planta en forma de letra L. Se conservan los restos de pisos, paredes, banquetas así como dos accesos, uno al sur y otro al occidente. El estilo arquitectónico del edificio se realizó bajo un estilo neotolteca, reminiscente a Tollan (Tula). Los muros fueron hechos de mampostería y recubiertos con murales policromados muy escasamente conservados; los pisos fueron recubiertos con estuco y se preservan algunas de las banquetas originales del recinto, de las cuales algunas se pueden observar desde los pasillos de la zona arqueológica. Dichas banquetas destacan por conservar relieves en piedra.
Lo descubierto y que permanece visible al público son los basamentos de aproximadamente la mitad del edificio, el resto permanece cubierto por la calle Justo Sierra y las instalaciones de la librería Porrúa. La arqueología ha localizado tres etapas constructivas, siendo la última la que menos restos preserva al ser destruidos tras la Conquista de México.

### Etapa 1
Corresponde a aproximadamente 1430, se encuentra sepultada. Su descubrimiento se realizó gracias a técnicas de sondeo geofísico, revelando información confiable sobre su estructura.

### Etapa 2
Corresponde a aproximadamente 1470, es la etapa más visible en la actual zona arqueológica y fue hecha bajo el gobierno de Axayácatl. Se compone de un cuarto principal, dos cuartos secundarios, un patio y un pórtico como acceso, donde se habrían dispuesto dos esculturas de barro de caballeros águila, mismas que se conservan en el Museo del Templo Mayor.

### Etapa 3
Esta etapa fue la última del edificio, se realizó probablemente en los mandatos de Tízoc o de Ahuízotl. arrasada tras la caída de México-Tenochtitlan y la construcción de la Ciudad de México. De esta etapa solo se conserva una plataforma en forma de letra L recostada, y tiene dos áreas intercomunicadas: el ala este que cuenta con una escalinata de acceso en el extremo oeste y una ala norte que tiene otra escalinata de acceso, esta en el extremo sur.

## Elementos
Dentro de los elementos que destacan de este edificio se encuentran los siguientes:

### Banquetas
Gracias al trabajo arqueológico y a la tradición arquitectónica mexica, que buscaba ampliar los edificios en dimensiones enterrando lo anterior con toneladas de tierra y piedras, fue posible rescatar las banquetas del edificio de la Etapa 2 incluyendo ricos relieves que muestran motivos artístico-religiosos, y que lograron conservar colores de su pintura original.
En dichas banquetas se muestra a una procesión de guerreros mexicas ricamente ataviados marchando hacia un zacatapayolli, una bola de heno en donde se clavaban espinas de maguey u otros objetos punzocortantes usados en un ritual de autosacrificio en donde se sangraban distintas partes del cuerpo humano.

### Accesos

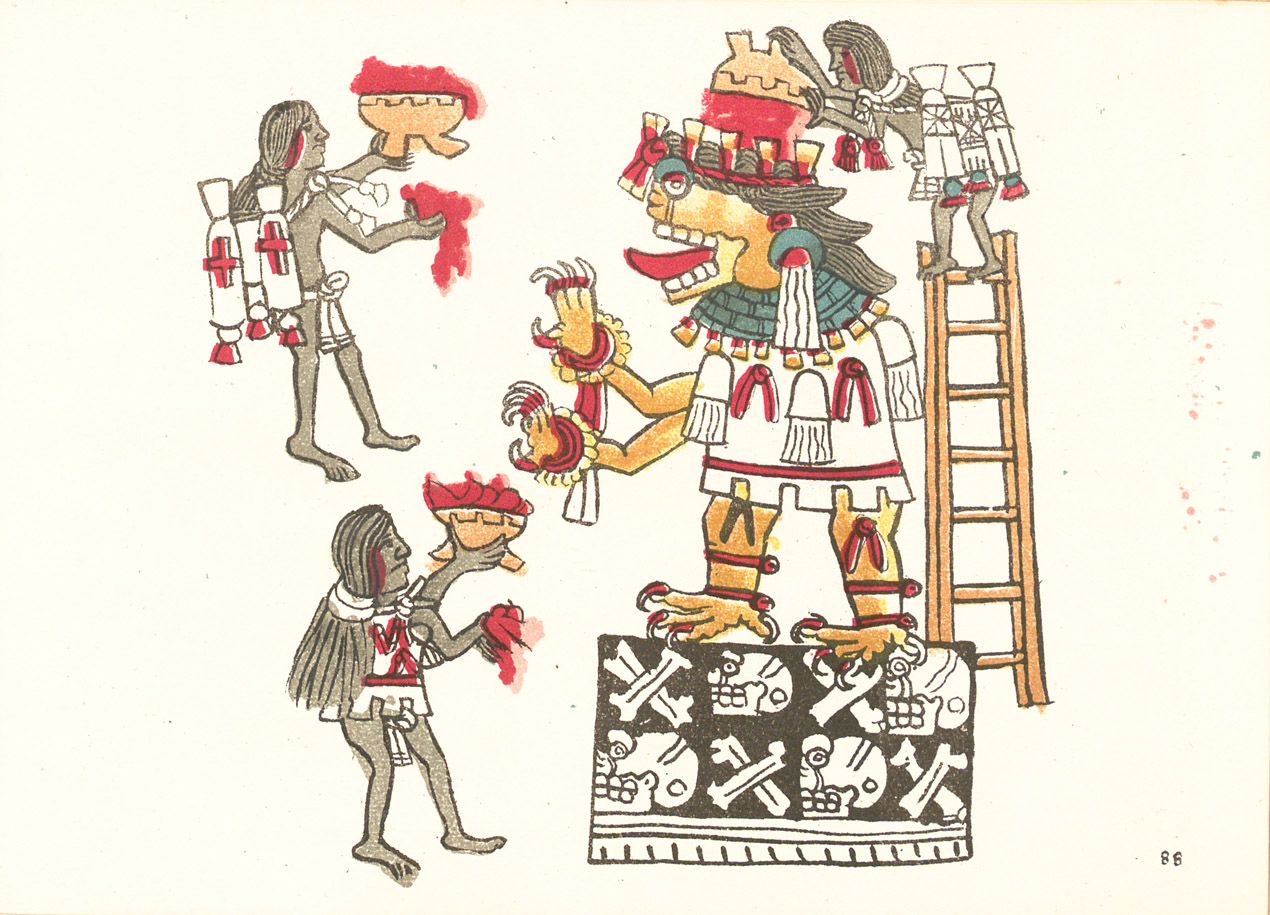
Imagen del Códice Magliabechiano mostrando un ídolo de Mictlantecuhtli siendo bañado en sangre humana.

Tanto la disposición de enormes esculturas de cerámica en los accesos de distintas zonas del edificio y su hallazgo posterior en esas zonas, como la información derivada de los análisis científicos confirma lo dicho en fuentes secundarias documentales: la realización de rituales cotidianos frente en estas zonas y/o frente a estas esculturas (de las cuales se conservan dos, las de los cuāuhpipiltin y las de Mictlantecuhtli, encontradas en las jambas este y oeste del ala norte. En los alrededores de los accesos hay indicios de actividad ritual probablemente cotidiana con restos de aceites, resinas, grasas, alimentos y sangre humana. A los pies de la probable ubicación de las esculturas de Mictlantecuhtli se encuentran altos índices de sangre humana, misma que se encuentra en altas concentraciones también en los restos de las mismas, lo que confirmaría lo expuesto pictóricamente en el Códice Magliabechiano, en donde se muestra un sacerdote haciendo un ritual donde vierte una vasija con sangre humana a una figura similar a Mictlantecuhtli.

### Espacios interiores

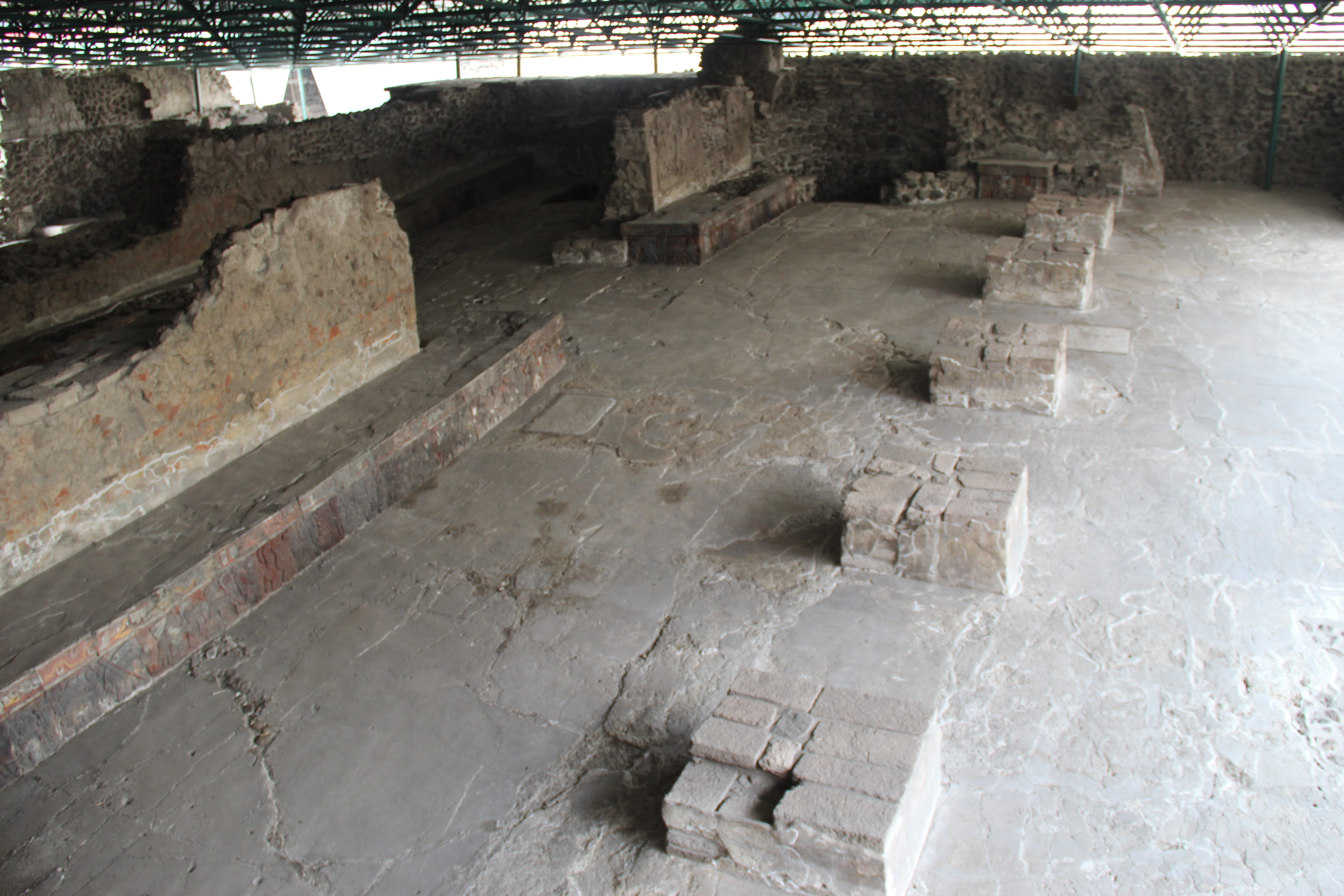
Vista del interior del edificio.

Los espacios interiores revelaron el uso ritual de la casa. En distintos espacios el Laboratorio de Paleoetnobotánica y Paleoambiente encontró concentraciones diferenciadas de materiales en muestras obtenidas en distintos espacios incluyendo restos de resinas y concentraciones de ceniza en la zona del patio interior en donde eran colocados braseros; e incluso carbohidratos derivados del pulque en banquetas, accesos y cerca de los braseros. Por información contenida en fuentes primarias como códices y diversos textos de investigación, los estudios científicos confirmaron las hipótesis detrás de los usos de la casa, el de diversos ritos religiosos privados.